# Невоструев, Александр Иванович
Александр Иванович Невоструев (26 августа (7 сентября) 1806 — 1 (13) апреля 1872) — российский религиозный деятель, богослов, преподаватель, духовный писатель, протоиерей московского Казанского собора.

## Биография
Родился 26 августа (7 сентября) 1806 года в семье священника Спасского собора в Елабуге, Иоанна Феодосиевича Невоструева (?—1831), позднее — священствовал в Космодамианской церкви села Кураково. Младшие братья: Михаил (23.10.1807 — 27.04.1881), протоиерей Кукарского Троицкого собора; Василий (1809—?) — окончил Вифанскую духовную семинарию (1834) и Московскую духовную академию (1838); Капитон (1816—1872), Николай — учившийся в Симбирской, но окончивший Казанскую духовную семинарию.
По окончании курса в Вятской семинарии получил высшее духовное образование в Московской духовной академии, в которой окончил курс магистром в 1830 году и был, по распоряжению митрополита Филарета, назначен профессором словесности в Вифанскую семинарию. С 1832 года продолжал свою педагогическую деятельность в качестве бакалавра Московской духовной академии по греческому языку и гражданской истории; с 1834 по 1841 год был протоиереем в Коломне, благочинным и ректором духовных училищ; с 1841 по 1848 год — законоучителем Московского Александровского училища. Последние 24 года своей жизни был протоиереем московского Казанского собора.
Написал достаточно много произведений, но не любил их печатать. Главным предметом его исследований было изучение текста Св. Писания, в первую очередь состава и языка славянских церковно-богослужебных книг; владея ивритом, древними и новыми европейскими языками, он критически сличал русские богослужебные книги с греческими для последующих исправлений, составлял алфавиты и указатели к ряду богослужебных книг; кроме того, в его многочисленных бумагах был обнаружен обширный материал, собранный им для церковно-библейского словаря. Под его наблюдением были изданы «Древнее Евангелие для болгар» (Москва, 1847) и «Беседа на воспоминание избавления Москвы при посредстве чудотворной Казанской иконы Богородицы» (Москва, 1865).
Скончался в Москве 1 (13) апреля 1872 года и был торжественно погребён на кладбище Покровского монастыря. 